# Liam Miller
Liam William Peter Miller (Cork, 1981. február 13. – 2018. február 9.) ír válogatott labdarúgó. Pályafutása során játszott a Celtic, a Manchester United és a Sunderland csapataiban is. 2004-ben szerződött az angol Premier League-be, miután lejárt a szerződése nevelőklubjánál. A Bosman-szabályt kihasználva szabadon tárgyalhatott a Manchester Uniteddel, akik ingyen szerezték meg a játékjogát. A vörös-fekete csapat első együttesében 22 tétmérkőzésen lépett pályára, majd a Sundrlandhez igazolt.
Az ír válogatottban 2004-ben mutatkozott be. Az ezt követő öt évben összesen 21 alkalommal viselte a címeres mezt. 36 éves korában daganatos betegség következtében hunyt el.

## Pályafutása

### Korai évek
Miller Corkban született, Írországban. Tanulmányait Coachfordban végezte. Egy videointerjúban elmondta, hogy pályafutására két személy, Martin O’Neill és Alex Ferguson volt a legnagyobb hatással.

### Celtic
Miller 1997-ben csatlakozott a Celtic utánpótlás akadémiájához. 2000. május 21-én, a Dundee United elleni mérkőzésen mutatkozott be az első csapatban. A 77. percben állt be Ryan McCann helyére.  2000. augusztus 24-én a luxemburgi Jeunesse Esch ellen pályára lépett az UEFA-kupában is. A Celtic Parkban töltött ideje alatt a 2001-02-es szezonban hat hónapot az Aarhus csapatánál töltött kölcsönben. A dán csapatban tizennyolc bajnokin lépett pályára.
Miller 2003. július 30-án szerezte meg első gólját, a Bajnokok Ligájában volt eredményes a litván FBK Kaunas elleni selejtező mérkőzésen. Két hónappal később a csoportkörben is fontos gólt szerzett, ekkor Martin O’Neill menedzser hosszú távú szerződést kínált neki. Első bajnoki gólját október 18-án
szerezte a Hearts elleni 5-0-s győzelem alkalmával.
Annak ellenére, hogy a szakmai stáb kulcsemberként számított rá, Miller  2004. január 9-én aláírt a Manchester Unitedhez.

### Manchester United
Miller 2004. július 1-jén ingyen csatlakozott a Manchester Unitedhez, a Celtickel való szerződése lejártakor. Augusztus 11-én mutatkozott be új csapatában, a 67. percben Darren Fletcher helyére állt be a Bajnokok Ligája harmadik selejtező körében a román Dinamo București elleni 2-1-re megnyert találkozón. Négy nappal később a Chelsea ellen a bajnokságban is bemutatkozott. Október 26-án szerzett első gólját a klub színeiben a Crewe Alexandra elleni Ligakupa találkozón. Manchesteri pályafutása alatt ritkán jutott lehetőséghez a kezdőcsapatban, az itt töltött időszakában összesen 22 tétmérkőzésen viselte a United mezét. Később erről úgy nyilatkozott, hogy bár szívesen szerepelt a klubban, nem bánta meg, hogy eligazolt a több játéklehetőség reményében.
2005. november 4-én három hónapra a Leeds Unitedhez került kölcsönbe. Másnap már be is mutatkozott új csapatában, egyetlen gólját pedig november 19-én szerezte a Southampton ellen. 2006. május 21-én szerepelt a play-off döntőjében, ahol csapata 3-0-ra kikapott a Watfordtól így nem jutott fel az élvonalba.  Összesen 28 tétmérkőzésen egy gót szerzett az Elland Roadon.
2006 júliusában a The Daily Telegraph arról számolt be, hogy megfelelő ajánlat esetén elhagyhatja a klubot. 2006. augusztus 31-én a Sunderlandhez írt alá három évre, ahol egykori játékostársa, Roy Keane lett az edzője. A Manchester Unitedben két szezon alatt kilenc bajnokit játszott.

### Sunderland

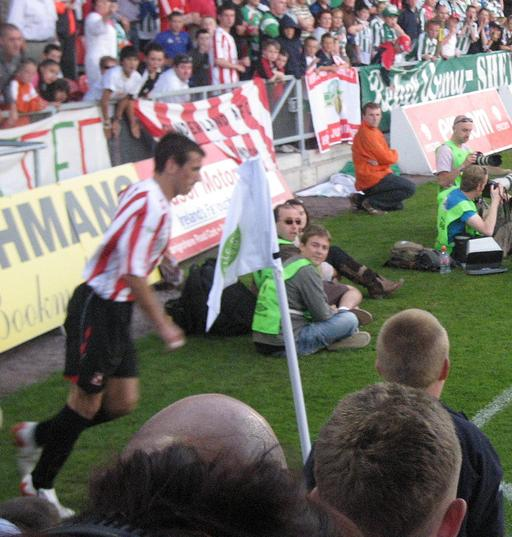
Miller a Sunderlandben 2007 júliusában.

A Sunderlandben 2006. szeptember 9-én mutatkozott be a Derby County elleni 2-1-es győzelemkor. Első gólját szeptember 13-án volt csapata, a Leeds United ellen lőtte, a Sunderland 3-0-ra megnyerte a találkozót. 2007. január 6-án a Preston elleni FA-kupa mérkőzésen kiállították, csapata pedig kikapott 1-0-ra. A szezon végén a Sunderland bajnokként feljutott a Premier League-be.
Miller 2007. szeptember 22-én szerezte első Premier League-gólját az északkeleti rivális Middlesbrough elleni győztes bajnokin.  A 89.percben húsz méterről lőtt az ellenfél kapujába. December 8-án pályafutása során másodszor is kiállították, ezúttal a Chelsea elleni bajnokin, miután szabálytalankodott Claudio Pizarróval.
2008 februárjában Keane átadólistára tette Millert, aki így el kellett hogy hagyja a Sunderlandet.

### Queens Park Rangers
2009 januárjában a Queens Park Rangers érdeklődött iránta, amit a Sunderland menedzsere, Ricky Sbragia is elismert. Január 15-én írt alá a QPR-hoz a szezon végéig.

### Hibernian
Miller 2009 nyara után csapat nélkül hazájában, Írországban készült fel a következő szezonra. John Hughes, a skót Hibernian menedzsere szeptember 11-én egy kétéves szerződést ajánlott a középpályásnak. Miller hamar alapember lett, miután a Glasgow Rangers ellen az Ibrox Stadionban  játszott 1-1-es döntetlen alkalmával pontot érő szabadrúgás gólt lőtt, Graham Spiers, a The Times újságírója a "a Hibs királyának" nevezte. 2009 októberében a hónap játékosának választották. Kisebb visszaesésének ellenére a Hibernian negyedik helyen végzett a 2009-2010-es skót Premier League-ben, és indulási jogot szerzett a következő évi európai kupaküzdelmekre. Millert beválasztották az év csapatába is.
2010-ben formája visszaesett, a 2010-11-es szezon kezdetén csapata is gyengébb eredményeket produkált, a vezetőedzőt, Hughest pedig menesztették. December 18-án, a Kilmarnock elleni vesztes bajnokin kiállították, de a fellebbezést követően az eltiltását törölték. 2011 januárjában új menedzser érkezett Colin Calderwood személyében, ő pedig kevesebb lehetőséget adott Millernek, bár elismerte, hogy a csapat legjobbjai közt tartja számon, de jobb teljesítményt vár el tőle. Április 3-án gólt lőtt a 2-2-es Edinburgh-i derbin az Easter Roadon. 2011 márciusában úgy nyilatkozott, hogy szívesen maradna a klubnál, de a szerződése meghosszabbításáról nem tudott megegyezni a klub vezetőségével.

### Ausztrália
2011. június 3-án aláírt egy kétéves szerződést az ausztrál Perth Glory csapatához. Október 9-én debütált új csapatában és végigjátszotta az Adelaide United ellen 1-0-ra megnyert bajnokit. November 20-án kiállították a Melbourne Victory elleni bajnokin. Első gólját 2012. január 29-én szerezte Ausztráliában. Április 22-én a 2012-es A-League döntőjében is pályára lépett, de csapata 2-1-re veszített a Brisbane Roar ellen. A Radio Australia egyik híre arról számolt be, hogy Miller és a középpályás társa, Jacob Burns "kiemelkedő szerepet játszott a Glory jól szervezett és szorgalmas védelmének felépítésében, amely elfojtotta a Roar támadásait."
2013. április 17-én bejelentették, hogy a Miller nem fog új szerződést kötni Perthel, annak ellenére, hogy a klub marasztalta a középpályást. Május 22-én kétéves szerződést kötött a Brisbane Roarral. Július 20-án pályára lépett egykori csapata, a Manchester United elleni All-Star gálamérkőzésen. Május 4-én a Lang Parkban megrendezett bajnoki döntőben a Brisbane Roar 2-1-es hosszabbításos győzelmet aratott a Western-Sydney Wanderers ellen.
2014. október 30-án saját kérésére felbontották a szerződését. Tizenegy nappal a Roar elhagyása után Miller egy másik A-League klubba, a Melbourne City-be szerződött. Itt együtt játszott honfitársával, Damien Duffal. Miután teljesítményével elégedettek voltak, az év végéig meghosszabbította szerződését, az idény nagy részében pedig a sérült Jonatan Germanót helyettesítette. 

### Pályafutásának vége
2015. január 15-én Miller aláírt szülővárosának csapatához, a Cork City-hez. Március 7-én mutatkozott be, a szezont pedig 1-1-es döntetlennel kezdték a Sligo Rovers otthonában. Miller rendszeres kezdő volt az itt töltött egyetlen szezonjában, csapatával pedig mind a bajnokságban, mind pedig a kupában második helyen végeztek a Dundalk mögött. 2016. január 19-én úgy döntött, hogy távozik. Február 18-án az amerikai harmadosztályban szereplő Wilmington Hammerheads csapatához szerződött, ahol 27 tétmérkőzésen lépett pályára. Utolsó mérkőzését július 24-én játszotta.
2017-ben asszisztensi feladatot vállalt el a Real Salt Lake csapatánál, de novemberben távozott a csapattól, amikor betegségének kezelései elkezdődtek.

### A válogatottban

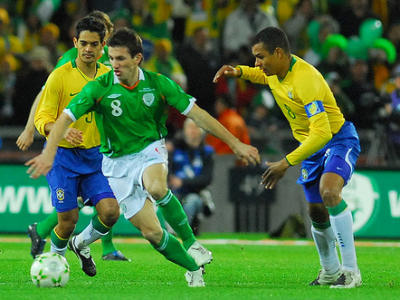
Miller (zöldben) az ír válogatott mezében 2008 februárjában, a brazil válogatott elleni találkozón.

Miller tagja volt annak az ír csapatnak, amely 1998-ban megnyerte az U17-es Európa-bajnokságot. Ebben a korosztályban kilenc alkalommal volt válogatott. Ezt követően az ír U21-es válogatottba is meghívást kapott.
2004. március 31-én a cseh válogatott ellen mutatkozott be az ír felnőtt válogatottban. 2-1-re megnyerték a találkozót, Miller Matt Holland helyére állt be a Lansdowne Roadon.
Egyetlen válogatottban szerzett gólját 2006. március 1-jén szerezte a Svédország elleni 3-0-s győzelem alkalmával, amikor 25 méterről lőtt az ellenfél kapujába. Annak ellenére, hogy Miller 2009 nyarán hosszabb ideig klub nélkül volt, Giovanni Trapattoni szövetségi kapitány továbbra is számított rá a nemzeti csapatnál. Miller később megjegyezte, hogy "Nagyon hálás vagyok a menedzsernek, megmutatta a belém vetett hitét, és én örülök ennek".
Az ír válogatottban összesen huszonegy alkalommal lépett pályára.

## Magánélete
Nős volt, feleségével, Clarával két fia és egy lánya született.

## Halála
2017. november 17-én hasnyálmirigyrákot diagnosztizáltak nála az orvosok. 2018. február 9-én hunyt el.

## Statisztika

### KLub
2014. március 16-án frissítve.
| Klub                   | Szezon           | Bajnokság     | Bajnokság | Országos kupa | Országos kupa | Ligakupa      | Ligakupa | Nemzetközi kupa | Nemzetközi kupa | Egyéb         | Egyéb | Összesen      | Összesen |
| Klub                   | Szezon           | Pályára lépés | Gól       | Pályára lépés | Gól           | Pályára lépés | Gól      | Pályára lépés   | Gól             | Pályára lépés | Gól   | Pályára lépés | Gól      |
| ---------------------- | ---------------- | ------------- | --------- | ------------- | ------------- | ------------- | -------- | --------------- | --------------- | ------------- | ----- | ------------- | -------- |
| Celtic                 | 1999–2000        | 1             | 0         | 0             | 0             | 0             | 0        | 0               | 0               | 0             | 0     | 1             | 0        |
| Celtic                 | 2000–01          | 0             | 0         | 0             | 0             | 0             | 0        | 1               | 0               | 0             | 0     | 1             | 0        |
| Celtic                 | 2002–03          | 0             | 0         | 0             | 0             | 1             | 0        | 1               | 0               | 0             | 0     | 2             | 0        |
| Celtic                 | 2003–04          | 25            | 2         | 1             | 0             | 1             | 0        | 13              | 3               | 0             | 0     | 40            | 5        |
| Celtic                 | Összesen         | 26            | 2         | 1             | 0             | 2             | 0        | 15              | 3               | 0             | 0     | 44            | 5        |
| AGF Aarhus             | 2001–02          | 18            | 0         | 0             | 0             | 0             | 0        | 0               | 0               | 0             | 0     | 18            | 0        |
| AGF Aarhus             | Összesen         | 18            | 0         | 0             | 0             | 0             | 0        | 0               | 0               | 0             | 0     | 18            | 0        |
| Manchester United      | 2004–05          | 8             | 0         | 4             | 0             | 2             | 1        | 5               | 0               | 0             | 0     | 19            | 1        |
| Manchester United      | 2005–06          | 1             | 0         | 0             | 0             | 1             | 1        | 1               | 0               | 0             | 0     | 3             | 1        |
| Manchester United      | Összesen         | 9             | 0         | 4             | 0             | 3             | 2        | 6               | 0               | 0             | 0     | 22            | 2        |
| Leeds United           | 2005–06          | 28            | 1         | 2             | 0             | 0             | 0        | 0               | 0               | 3             | 0     | 33            | 1        |
| Leeds United           | Összesen         | 28            | 1         | 2             | 0             | 0             | 0        | 0               | 0               | 3             | 0     | 33            | 1        |
| Sunderland             | 2006–07          | 30            | 2         | 1             | 0             | 0             | 0        | 0               | 0               | 0             | 0     | 31            | 2        |
| Sunderland             | 2007–08          | 24            | 1         | 0             | 0             | 1             | 0        | 0               | 0               | 0             | 0     | 25            | 1        |
| Sunderland             | 2008–09          | 3             | 0         | 0             | 0             | 1             | 0        | 0               | 0               | 0             | 0     | 4             | 0        |
| Sunderland             | Összesen         | 57            | 3         | 1             | 0             | 2             | 0        | 0               | 0               | 0             | 0     | 60            | 3        |
| Queens Park Rangers    | 2008–09          | 13            | 0         | 0             | 0             | 0             | 0        | 0               | 0               | 0             | 0     | 13            | 0        |
| Queens Park Rangers    | Összesen         | 13            | 0         | 0             | 0             | 0             | 0        | 0               | 0               | 0             | 0     | 13            | 0        |
| Hibernian              | 2009–10          | 33            | 2         | 4             | 0             | 1             | 0        | 0               | 0               | 0             | 0     | 38            | 2        |
| Hibernian              | 2010–11          | 33            | 5         | 2             | 0             | 1             | 0        | 2               | 0               | 0             | 0     | 38            | 5        |
| Hibernian              | Összesen         | 66            | 7         | 6             | 0             | 2             | 0        | 2               | 0               | 0             | 0     | 76            | 7        |
| Perth Glory FC         | 2011–12          | 25            | 2         | -             | -             | -             | -        | -               | -               | -             | -     | 25            | 2        |
| Perth Glory FC         | 2012–13          | 24            | 0         | -             | -             | -             | -        | -               | -               | -             | -     | 24            | 0        |
| Perth Glory FC         | Összesen         | 49            | 2         | -             | -             | -             | -        | -               | -               | -             | -     | 49            | 2        |
| Brisbane Roar FC       | 2013–14          | 22            | 3         | -             | -             | -             | -        | -               | -               | -             | -     | 22            | 3        |
| Brisbane Roar FC       | 2014–15          | 2             | 0         | -             | -             | -             | -        | -               | -               | -             | -     | 2             | 0        |
| Brisbane Roar FC       | Összesen         | 24            | 3         | -             | -             | -             | -        | -               | -               | -             | -     | 24            | 3        |
| Melbourne City FC      | 2014-15          | 2             | 0         | -             | -             | -             | -        | -               | -               | -             | -     | 2             | 0        |
| Melbourne City FC      | Összesen         | 2             | 0         | -             | -             | -             | -        | -               | -               | -             | -     | 2             | 0        |
| Cork City              | 2015             | 29            | 0         | 4             | 0             | -             | -        | 2               | 0               | -             | -     | 35            | 0        |
| Cork City              | Összesen         | 29            | 0         | 4             | 0             | -             | -        | 2               | 0               | -             | -     | 35            | 0        |
| Wilmington Hammerheads | 2016             | 25            | 1         | 2             | 0             | -             | -        | -               | -               | -             | -     | 27            | 1        |
| Wilmington Hammerheads | Total            | 25            | 1         | 2             | 0             | -             | -        | -               | -               | -             | -     | 27            | 1        |
| Karrier összesen       | Karrier összesen | 346           | 19        | 20            | 0             | 9             | 2        | 25              | 3               | 3             | 0     | 403           | 24       |

## Sikerei, díjai
Celtic
- Skót bajnok: 2003–04[1]

Sunderland
- Az angol másodosztály bajnoka: 2006–07[1]

### Válogatott gólja
Az eredmény mindig Írorszég szemszögéből értendő.
| # | Dátum            | Helyszín               | Ellenfél   | Eredmény a gólt követően | Végeredmény | Versenysorozat      |
| - | ---------------- | ---------------------- | ---------- | ------------------------ | ----------- | ------------------- |
| 1 | 2006. március 1. | Lansdowne Road, Dublin | Svédország | 3–0                      | 3–0         | Barátságos mérkőzés |

## További információ
- Liam Miller adatlapja a National-Football-Teams.com oldalon (angolul)

- Válogatott statisztikái